# Єремія (Свистельницький)
Єремія Свистельницький гербу Сас (у світі Євстафій Свистельницький, пол. Jeremiasz Eustachy Świstelnicki); ?, найвірогідніше, с. Свистельники, Галицький повіт, Руське воєводство — не раніше червня 1678) — єпископ львівський, галицький і кам'янецький в 1668—1676 рр.

## Біографія
Походив з давнього галицького шляхетського роду Свистельницьких гербу Сас. Народився найімовірніше в родовому маєтку. Батьком був Ілля Свистельницький, який імовірно там заснував православну парафію в 1630 р.
Про його життя до 1667 р. відомості відсутні, проте згідно непідтверджених заяв його оппонентів був двічі одруженим. Вдруге на вдові, через що за церковним правом не мав права отримати єпископський сан. Через це український історик Ігоря Скочиляса припускає можливим що він міг мати сина, проте жодних достеменних підтверджень цьому немає.
Весною 1668 р., напередодні хіротонії на єпископа, вступив до Скиту Манявського. Там був пострижений у монахи під іменем Єремія.